# 康斯坦丁·薩杜寧
康斯坦丁·阿列克謝耶維奇·薩杜寧（俄语：Константин Алексеевич Сатунин，1863年5月20日—1915年11月10日）是一名俄罗斯的动物学家，他研究并描述了一些在俄罗斯和中亚发现的许多哺乳动物。
萨杜宁于1890年毕业于莫斯科大学从1893年开始，他在位於高加索養蠶站工作。 1907年，他成为农业部的高级专家，专注于高加索地区的应用生态学和狩猎。他继续担任这个职位，直到1915年去世。他主要研究俄罗斯和中亚地區的哺乳动物，并负责描述许多新物种。他发表了许多关于高加索地区动物的著作，主要涉及哺乳动物学领域，但也包括昆虫学，爬虫学，鱼类学，鸟类学，蚕桑学，动物地理学， 狩獵管理科学和渔业。 例如，他对普里希宾斯科耶的一只老虎进行了描述，并将其与一匹马进行了比较。 